# Camptocladius punctaticollis
Camptocladius punctaticollis är en tvåvingeart som först beskrevs av Santos Abreu 1918.  Camptocladius punctaticollis ingår i släktet Camptocladius och familjen fjädermyggor.
Artens utbredningsområde är Kanarieöarna. Inga underarter finns listade i Catalogue of Life.